# تدیه، مالی
تدیه، مالی (به لاتین: Tédié) یک سکونتگاه مسکونی در مالی است که در استان موپتی واقع شده‌است.

## خصوصیات
تدیه ۲۳۴ کیلومترمربع مساحت و ۶٬۷۳۳ نفر جمعیت دارد.